# Eintveitbron
Eintveitbron (norska: Eintveitbrua) är en 25 meter lång betongbro som korsar Eintveitelva i Etne kommun i Vestland fylke i västra Norge. Bron uppfördes mellan 1958 och 1962, men några tillfartsvägar anlades aldrig; bron har därmed stått avskild sedan den färdigställdes. En inofficiell invigning och öppning anordnades år 2014, då två bilar flögs in till bron och kördes över densamma.